# Visor och oförskämdheter
Visor och oförskämdheter är ett livealbum av Cornelis Vreeswijk, Fred Åkerström och Ann-Louise Hanson, inspelat i Stockholms Konserthus den 4 december 1964. Albumet utgavs 1965 på skivbolaget Metronome.
Albumet producerades av Anders Burman. Tekniker var Rune Persson och fotograf Bengt H. Malmqvist. Albumet utgavs ursprungligen på LP, men utkom i en nyutgåva på CD 2007. På denna fanns en liveversion av låten "Hönan Agda" inkluderad, inspelad sommaren 1968 på Skansen i Stockholm för TV-programmet Opopoppa. CD:n remastrades av Sofia von Hage. Albumet hade dock släppts på CD tidigare (1990) men liksom LP:n hade den utgåvan inte med Hönan Agda.

## Innehåll

### LP
Sida A
1. "Nå skruva fiolen" - 1:44 (Carl Michael Bellman, framförd av Vreeswijk, Åkerström och Hanson)
2. "Duett i Småland" - 2:16 (Ruben Nilson, framförd av Hanson och Åkerström)
3. "Teddybjörnen" - 1:20 (Vreeswijk, framförd av honom)
4. "Man borde inte sova" - 3:09 (Gustaf Wennerberg, Jeremias i Tröstlösa, framförd av Hanson)
5. "I Spaniens månsken" - 2:40 (Birger Sjöberg, framförd av Åkerström)
6. "Fröken Saga / Visan om bomben" - 4:29 (Åkerström, Stig Dagerman, framförd av Åkerström/Vreeswijk, framförd av honom och Hanson)
7. "I natt jag drömde något som" - 2:03 (Cornelis Vreeswijk, Ed McCurdy, framförd av Hanson, Åkerström och Vreeswijk)

Sida B
1. "Vidalita" - 3:33 (Evert Taube, framförd av Vreeswijk, Åkerström och Hanson)
2. "Brev från kolonien" - 3:06 (Amilcare Ponchielli, Vreeswijk, framförd av Vreeswijk)
3. "De stora eventyre" - 2:01 (Nilson, framförd av Åkerström)
4. "Elin och herremannen" - 3:50 (traditionell, framförd av Vreeswijk, Åkerström och Hanson)
5. "Milan" - 0:37 (Vreeswijk, Helmer Grundström, framförd av Vreeswijk)
6. "Morgon efter regn" - 2:23 (Taube, framförd av Hanson)
7. "Mördar-Anders" - 2:07 (Vreeswijk, traditionell, framförd av Vreeswijk)
8. "Rallarvisa" - 2:34 (Albert Engström, framförd av Vreeswijk, Åkerström och Hanson)

### CD
1. "Nå skruva fiolen" - 1:44 (Carl Michael Bellman, framförd av Vreeswijk, Åkerström och Hanson)
2. "Duett i Småland" - 2:16 (Ruben Nilson, framförd av Hanson och Åkerström)
3. "Teddybjörnen" - 1:20 (Vreeswijk, framförd av honom)
4. "Man borde inte sova" - 3:09 (Gustaf Wennerberg, Jeremias i Tröstlösa, framförd av Hanson)
5. "I Spaniens månsken" - 2:40 (Birger Sjöberg, framförd av Åkerström)
6. "Fröken Saga / Visan om bomben" - 4:29 (Åkerström, Stig Dagerman, framförd av Åkerström/Vreeswijk, framförd av honom och Hanson)
7. "I natt jag drömde något som" - 2:03 (Cornelis Vreeswijk, Ed McCurdy, framförd av Hanson, Åkerström och Vreeswijk)
8. "Vidalita" - 3:33 (Evert Taube, framförd av Vreeswijk, Åkerström och Hanson)
9. "Brev från kolonien" - 3:06 (Amilcare Ponchielli, Vreeswijk, framförd av Vreeswijk)
10. "De stora eventyre" - 2:01 (Nilson, framförd av Åkerström)
11. "Elin och herremannen" - 3:50 (traditionell, framförd av Vreeswijk, Åkerström och Hanson)
12. "Milan" - 0:37 (Vreeswijk, Helmer Grundström, framförd av Vreeswijk)
13. "Morgon efter regn" - 2:23 (Taube, framförd av Hanson)
14. "Mördar-Anders" - 2:07 (Vreeswijk, traditionell, framförd av Vreeswijk)
15. "Rallarvisa" - 2:34 (Albert Engström, framförd av Vreeswijk, Åkerström och Hanson)

På CD-utgåvan från 2007 förekommer också ett bonusspår:
"Hönan Agda" - 2:46 (Vreeswijk, framförd av honom)